# Ernest von Koerber
Ernest von Koerber, född 6 november 1850, död 5 mars 1919, var en österrikisk-ungersk ämbetsman och politiker.
Efter en mångsidig ämbetsmannabana blev Koerber handelsminister 1897-98, inrikesminister 1899, samt ministerpresident och utrikesminister 1900-04. Koerbers försök att konsolidera dubbelmonarkin genom nationalitetsutjämnande åtgärder misslyckades till större delen 1915-16 var han österrikisk-ungersk finansminister, oktober-december 1916 på nytt ministerpresident.

## Utmärkelser
- Kommendör med stora korset av Vasaorden, 1904.[6]